# 向化藏族乡
向化藏族乡是中华人民共和国青海省西宁市大通回族土族自治县下辖的一个民族乡。

## 行政区划
向化藏族乡下辖以下村级行政区划单位：
流水口村、达隆村、立树尔村、将军沟村、麻庄村、三角城村、上滩村、下滩村和驿卡村。